# Dysauxes inornata
Dysauxes inornata är en fjärilsart som beskrevs av Stdr. 1915. Dysauxes inornata ingår i släktet Dysauxes och familjen björnspinnare. Inga underarter finns listade i Catalogue of Life.